# كالوفيتو
كالوفيتو (كالابريان: Calëvìtë) هي مدينة، وكومونا في مقاطعة كزنسة بمنطقة قلورية، جنوب إيطاليا.